# Mario Party Superstars
 (juin 2021).
Si vous disposez d'ouvrages ou d'articles de référence ou si vous connaissez des sites web de qualité traitant du thème abordé ici, merci de compléter l'article en donnant les références utiles à sa vérifiabilité et en les liant à la section « Notes et références ».
Mario Party Superstars est un jeu vidéo de type party game développé par Nd Cube et édité par Nintendo. Il fait suite à Super Mario Party. Il est sorti mondialement le 29 octobre 2021 sur la Nintendo Switch. C'est le douzième jeu principal de la série Mario Party. 
Le jeu est composé de cinq plateaux classiques qui proviennent des trois premiers jeux sortis sur Nintendo 64. Il inclut 100 mini-jeux venant tous des opus précédents, à l'instar de Mario Party: The Top 100 sorti en 2017 sur Nintendo 3DS.

## Univers

### Personnages
Le jeu met en scène dix personnages jouables connus de la série : Mario, Luigi, Peach, Daisy, Wario, Waluigi, Donkey Kong, Yoshi, Harmonie et Birdo.

### Plateaux
Les cinq plateaux de jeu disponibles sont le Gâteau d’Anniversaire de Peach et l’Île tropicale de Yoshi de Mario Party, la Station Spatiale et le Pays de l'Horreur de Mario Party 2, et enfin le Bois de Woody de Mario Party 3.

## Système de jeu
Le système de jeu reste principalement le même que dans tous les autres opus.
L'objectif est d'obtenir le plus d'étoiles à la fin de la partie, en les achetant avec des pièces, en les volant aux autres joueurs ou en les gagnant dans des bloc d'or par exemple.
Les joueurs gagnent plus ou moins de pièces selon leur classement au mini-jeu mais également selon les cases sur lesquelles le joueur atterrit. 

## Développement
Le jeu est révélé le 15 juin 2021 lors du Nintendo Direct de l'E3 2021. 
Il est représenté le 24 septembre 2021 lors du Nintendo Direct, un mode de jeu en ligne a également été présenté.

## Accueil
Mario Party Superstars a une note moyenne de 79 sur Metacritic, ce qui indique des "critiques généralement favorables".
Jeuxvideo.com accueille le jeu avec une note moyenne de 15 sur 20 par les joueurs.